# (3837) Carr
(3837) Carr es un asteroide perteneciente al cinturón de asteroides, descubierto el 6 de mayo de 1981 por Carolyn Shoemaker desde el Observatorio del Monte Palomar, Estados Unidos.

## Designación y nombre
Designado provisionalmente como 1981 JU2. Fue nombrado Carr en honor al experto en ciencias planetarias y geólogo Michael Harold Carr.